# Baetis
Baetis is een geslacht van haften (Ephemeroptera) uit de familie Baetidae.

## Soorten
Het geslacht Baetis omvat de volgende soorten:
- Baetis acceptus
- Baetis aculeatus
- Baetis acuminatus
- Baetis adonis
- Baetis aeneus
- Baetis alius
- Baetis alpinus
- Baetis andalusicus
- Baetis atlanticus
- Baetis baksan
- Baetis baroukianus
- Baetis berberus
- Baetis beskidensis
- Baetis bicaudatus
- Baetis bifurcatus
- Baetis braaschi
- Baetis brunneicolor
- Baetis buceratus
- Baetis bundyae
- Baetis canariensis
- Baetis catharus
- Baetis celcus
- Baetis chandra
- Baetis chelif
- Baetis chinensis
- Baetis collinus
- Baetis conservatus
- Baetis consuetus
- Baetis cyrneus
- Baetis diablus
- Baetis diversicolor
- Baetis elazigi
- Baetis enigmaticus
- Baetis estrelensis
- Baetis feles
- Baetis festivus
- Baetis flavistriga
- Baetis fluitans
- Baetis foemina
- Baetis frequentus
- Baetis fuscatus
- Baetis gadeai
- Baetis gemellus
- Baetis hainanensis
- Baetis harrisoni
- Baetis heptapotamicus
- Baetis himalayana
- Baetis hudsonicus
- Baetis hyugensis
- Baetis idei
- Baetis ilex
- Baetis illiesi
- Baetis ingridae
- Baetis intercalaris
- Baetis irenkae
- Baetis iriomotensis
- Baetis issyksuvensis
- Baetis jaervii
- Baetis javanica
- Baetis khakassicus
- Baetis kozufensis
- Baetis lahaulensis
- Baetis lawrencei
- Baetis lepidus
- Baetis liebenauae
- Baetis longinervis
- Baetis longistylus
- Baetis lutheri
- Baetis luzonensis
- Baetis macani
- Baetis macanis
- Baetis macrospinosus
- Baetis magae
- Baetis magnus
- Baetis maurus
- Baetis meeheanis
- Baetis melanonyx
- Baetis meridionalis
- Baetis milani
- Baetis mirkae
- Baetis mongolicus
- Baetis monikae
- Baetis monnerati
- Baetis nexus
- Baetis nicolae
- Baetis nigrescens
- Baetis noshaqensis
- Baetis notos
- Baetis novatus
- Baetis nubecularis
- Baetis numidicus
- Baetis obscuriventris
- Baetis obtusiceps
- Baetis olivascens
- Baetis oreophilus
- Baetis palisadi
- Baetis pasquetorum
- Baetis pavidus
- Baetis pentaphlebodes
- Baetis permultus
- Baetis persecutus
- Baetis petrovi
- Baetis phoebus
- Baetis piscatoris
- Baetis pluto
- Baetis posticatus
- Baetis praemontanus
- Baetis pseudogemellus
- Baetis pseudorhodani
- Baetis punicus
- Baetis punjabensis
- Baetis realonae
- Baetis rhodani
- Baetis rusticans
- Baetis rutilocylindratus
- Baetis sabahensis
- Baetis sahoensis
- Baetis samochai
- Baetis scambus
- Baetis septemmenes
- Baetis seragrius
- Baetis shinanonis
- Baetis silvaticus
- Baetis simplex
- Baetis sinespinosus
- Baetis sogeriensis
- Baetis solangensis
- Baetis solidus
- Baetis solitarius
- Baetis spatulatus
- Baetis spei
- Baetis subalpinus
- Baetis sumatrana
- Baetis takamiensis
- Baetis taldybulaki
- Baetis thermicus
- Baetis thurbonis
- Baetis tigroides
- Baetis totsukawensis
- Baetis tracheatus
- Baetis transiliensis
- Baetis tricaudatus
- Baetis tripunctatus
- Baetis tsushimensis
- Baetis uenoi
- Baetis ursinus
- Baetis ussuricus
- Baetis vaillanti
- Baetis vardarensis
- Baetis vernus
- Baetis yamatoensis
- Baetis yixiani
- Baetis zdenkae